# Lalat Muhammad
Lalat Muhammad – wieś w Syrii, w muhafazie Aleppo. W 2004 roku liczyła 1109 mieszkańców.